# مدرسة تحسين الخطوط
مدرسة تحسين الخطوط هي مدرسة للخط في القاهرة، أنشئت سنة 1922 م في عهد الملك فؤاد.
كان عبد العزيز الرفاعي أول أستاذ فيها. وأنشئ فيها قسم للتذهيب والزخرفة.